# Chesiadodes dissimilis
Chesiadodes dissimilis là một loài bướm đêm trong họ Geometridae.